# Into Infinite Obscurity
Into Infinite Obscurity prvi je EP švedskog black/death metal-sastava Dissection objavljen 5. rujna 1991. godine.

## Popis pjesama
| 1. | »Shadows over a Lost Kingdom« | 2:41 |

| Strana B | Strana B                                           | Strana B | Strana B | Strana B | Strana B | Strana B | Strana B | Strana B | Strana B |
| Br.      | Skladba                                            | Trajanje |          |          |          |          |          |          |          |
| -------- | -------------------------------------------------- | -------- | -------- | -------- | -------- | -------- | -------- | -------- | -------- |
| 2.       | »Son of the Mourning«                              | 3:15     |          |          |          |          |          |          |          |
| 3.       | »Into Infinite Obscurity« (instrumentalna skladba) | 1:00     |          |          |          |          |          |          |          |
| 6:56     |                                                    |          |          |          |          |          |          |          |          |

## Zasluge
Dissection
- John Zwetsloot - ritam gitara, akustična gitara
- Ole Öhman - bubnjevi
- Jon Nödtveidt - gitara, vokali
- Peter Palmdahl - bas-gitara

Ostalo osoblje
- Alexander Losbäck - vokali, inženjer zvuka
- Kristian Wåhlin - omot albuma
- Thomas Ahlstrand - produkcija